# Томшич, Дубравка
Дубравка Томшич (словен. Dubravka Tomšič Srebotnjak; род. 6 февраля 1940, Дубровник) — словенская пианистка.

## Биография
Училась в Высшей школе музыки в Любляне, затем в Словенской академии музыки у Зоры Зарниковой. По совету Клаудио Аррау в 12-летнем возрасте переехала в США. В 1957 году окончила Джульярдскую школу. Впоследствии занималась у Артура Рубинштейна, который предсказал ей большое будущее.
С 1967 года преподавала в Словенской академии музыки в Любляне, с 1975 года — полный профессор. С успехом гастролировала в Европе, США, Мексике, Азии, Африке, Австралии; начиная с 1962 года не раз выступала в СССР. Многократный член жюри крупнейших пианистических конкурсов мира.
Муж — словенский композитор Алоиз Среботняк (1931—2010), сын — Мартин Среботняк, кинорежиссёр.

## Репертуар
Основа репертуара пианистки — европейские композиторы-романтики (Бетховен, Лист, Шопен, Шуман, Григ, Брамс, Франк, Рахманинов).

## Признание
- Золотой орден «За заслуги»[словен.] (22 июня 2018 года, Словения)[1].
- Третья премия на Конкурсе пианистов имени Бузони (Больцано, 1961).
- Премия Прешерна (1975).
- Золотая медаль Люблянского университета за педагогическое мастерство и художественные достижения (1989) и др.